# Арена Пернамбуко
Итаипава Арена Пернамбуко је стадион који се налази у граду Ресифе у Бразилу. Изграђен је за Светско првенство у фудбалу 2014.. Има капацитет од 46.154 гледалаца.